# Phyllotocus marginipennis
Phyllotocus marginipennis är en skalbaggsart som beskrevs av Macleay 1864. Phyllotocus marginipennis ingår i släktet Phyllotocus och familjen Melolonthidae. Inga underarter finns listade i Catalogue of Life.